# حسن آباد (أصفهان)
حسن أباد (بالفارسية: حسن‌آباد) هي منطقة سكنية تقع في إيران في Jarqavieh Olya District. يقدر عدد سكانها بـ 4,342 نسمة .